# Tolišnica
Tolišnica (cyr. Толишница) – wieś w Serbii, w okręgu raskim, w mieście Kraljevo. W 2011 roku liczyła 195 mieszkańców.